# Lijst van Romeinse staatshoofden
Volgens de overlevering werd Rome in 753 v.Chr. gesticht door de tweeling Romulus en Remus. Romulus doodde Remus en werd de eerste koning van de stad. Tot 509 v.Chr. bleef Rome een koninkrijk. Daarna ontstond de Romeinse Republiek, die geleid werd door gekozen consuls. Het grote succes van de uitbreiding van het rijk leidde tot interne problemen en na drie grote burgeroorlogen in de 1e eeuw v.Chr. stelde Augustus een monarchie in. De eerste eeuwen was dit in de vorm van het principaat. Diocletianus was 284 n.Chr. de grondlegger van het dominaat en de tetrarchie, waarbij de macht verdeeld werd onder vier personen. In 395 viel het Romeinse rijk uiteen in een oostelijk en een westelijk deel, met elk een eigen heerser. Het westelijke rijk viel in 476, maar de laatste keizer van het oostelijke rijk werd pas in 1453 afgezet.

## Koningen van Rome
Er waren er zeven koningen sinds de stichting van de stad in 753 v.Chr. De laatste drie koningen waren Etrusken.

## Consuls van Rome
Vanaf 509 v.Chr. koos het volk jaarlijks twee consuls, die samen de staat leidden.

## Keizers van Rome
In 27 v.Chr. werd Octavianus als Augustus de eerste keizer van Rome.